# 帕特·德拉姆
帕特里克·韦恩·德拉姆（英語：Patrick Wayne Durham，1967年3月10日—），美国NBA联盟前职业篮球运动员。他在1989年的NBA选秀中第2轮第35顺位被达拉斯小牛选中。